# Arnaldo Gruarin
Pas d'image ? Cliquez ici

a Compétitions nationales et continentales officielles uniquement.

b Matchs officiels uniquement.
Dernière mise à jour le 13 février 2023.
Arnaldo Gruarin (dit Aldo, ou La Gruche), né le 5 février 1938 à Gruaro (Italie) et mort le 29 janvier 2025 à Toulon, est un joueur international français de rugby à XV évoluant au poste de pilier droit.
Il porte notamment le maillot du RC Toulon durant sa carrière en club. Il est le père de Jean-Louis Gruarin, également joueur de rugby à XV dans les années 1990.

## Biographie
Arnaldo Gruarin a disputé son premier match avec l'équipe de France le 21 mars 1964 contre l'équipe du pays de Galles et son dernier le 27 janvier 1968 contre l'équipe d'Irlande. En 1968, avec Christian Carrere comme capitaine, il fait partie de l'équipe de France qui a remporté son premier Grand Chelem.
Il meurt le 29 janvier 2025 à Toulon à l'âge de 86 ans.

## Palmarès

### En club
Avec le RC Toulon
- Championnat de France de première division :
  - Vice-champion (2) : 1968 et 1971
- Challenge Yves du Manoir : 
  - Vainqueur (1) : 1970

### En équipe nationale
- Grand Chelem : 1968
- Vainqueur du tournoi des Cinq Nations : 1967

## Statistiques en équipe nationale
- 26 sélections en équipe de France entre 1964 et 1968
- 2 essais
- Sélections par année : 6 en 1964, 5 en 1965, 6 en 1966, 7 en 1967, 2 en 1968
- Tournois des Cinq Nations disputés : 1964, 1965, 1966, 1967, 1968